# Назарова, Мария Вячеславовна
Мария Вячеславовна Назарова (род. 19 апреля 1988 года, Днепропетровск) — российская оперная певица (сопрано). Лауреат международных конкурсов. Выступала в Большом театре в Москве, в театре Ла Скала в Милане, на престижном Зальцбургском фестивале и других мировых оперных площадках. В течение пяти лет солировала в труппе Венской государственной оперы, в том числе исполнила ведущую партию Адины в «Любовном напитке» Доницетти.
Сотрудничала со всемирно известными оперными дирижёрами: Валерием Гергиевым, Кристианом Тилеманом, Джонатаном Дарлингтоном, Хесусом Лопес Кобос, Адамом Фишером, Инго Метцмахером, Акселем Кобером, Марко Армильято, Аленом Альтиноглу, Туганом Сохиевым, Константиносом Каридисом, Корнелиусом Майстером, Джампаоло Бизанти.
Пела со звёздами мировой оперы, такими как Пласидо Доминго, Пётр Бечала, Хуан Диего Флорес, Рамон Варгас, Людовик Тезье, Томас Хемпсон, Рене Папе, Нина Штемме, Софи Кох, Михаэль Шаде, Альбина Шагимуратова и другими.

## Учёба
Окончила факультет музыкального театра Института театрального искусства в Москве (ГИТИС). Затем продолжила своё обучение в Университете Моцартеум в Зальцбурге, где получила диплом магистра с отличием. После выпуска из Моцартеума поступила в оперную студию Консерватории (MUK) в Вене, спев партии Царицы ночи в «Волшебной флейте» и Госпожи Херц в «Директоре театра» Моцарта, Графиню де Фольвиль в опере Россини «Путешествие в Реймс» и Серпину в опере-буффа «Служанка-госпожа» Перголези, где получила диплом с отличием.

## Карьера
В 2014 году стала лауреатом 1-й премии Международного конкурса вокалистов Les Azuriales в Ницце. В 2015 году завоевала 1-ю премию Конкурса оперных певцов в Портофино, CLIP (Италия).
Отточенная вокальная техника, живая актёрская игра и грация певицы сразу привлекли к ней внимание. В сезоне 2014/15 после выдающегося дебюта в опере Хумпердинка «Гензель и Гретель» в партии Дрёмы на сцене театра Фольксопер в Вене она была приглашена исполнить заглавную партию Гретель в той же опере с Литовским симфоническим оркестром в Вильнюсе. Тогда же дебютировала партией Лизы в «Сомнамбуле» в Государственном театре на Гертнерплац в Мюнхене. И одновременно как стажёр вошла в труппу Венской государственной оперы.
В течение последующих пяти лет на сцене этого театра Мария Назарова пела первые и вторые партии, «страховала» всемирно известных исполнителей главных ролей. В интервью «Российской газете» Доминик Мейер (директор Венской государственный оперы до лета 2020 года, ныне директор театра Ла Скала) назвал Назарову «нашим настоящим бриллиантом».
В 2015—2020 гг. в составе труппы Венской государственной оперы Мария Назарова исполнила партию Адины («Любовный напиток» Доницетти), Адели («Летучая мышь» И. Штрауса), Мюзетты («Богема» Пуччини), Оскара («Бал-маскарад» Верди), Деспины («Так поступают все женщины» Моцарта), Папагены («Волшебная флейта» Моцарта), Барбарины («Свадьба Фигаро» Моцарта), Фиакермилли («Арабелла» Р. Штрауса), Наяды («Ариадна на Наксосе» Р. Штрауса), Клоринды («Золушка» Россини), Лизы («Сомнамбула» Беллини), Дочери Рейна («Гибель богов» Вагнера), Лесной птички («Зигфрид» Вагнера), Сокола («Женщина без тени» Р. Штрауса), Дрёмы и Доброй феи («Гензель и Гретель» Хумпердинка), Софи («Вертер» Массне), Иньольл («Пеллеас и Мелизанда» Дебюсси), Голоса с небес («Дон Карлос» Верди) и Китти («Ивы» Штауда).

В 2016 году Назарова блестяще выступила в Вене в роли пажа Оскара из «Бала-маскарада», заслужив выдающуюся критику от музыкального обозревателя и пианиста Джонатана Сазерленда, заставшего ещё выступления Марии Каллас: 
«Звездой этого вечера стало молодое русское колоратурное сопрано — Мария Назарова в роли Оскара. Она наполнила роль драматической достоверностью и юмором вместе с замечательным техническим мастерством. Её непринуждённые фиоритуры и сверкающее стаккато в арии Volta la terrea и ясность интонации в Канцоне в III акте были абсолютно безупречными».

(13 января 2016 года, международное музыкальное онлайн-издание Bachtrack).
В 2016 и 2018 годах Назарова выходила на сцену Большого театра в Москве в партии камеристки Деспины в опере-буффа «Так поступают все женщины».
19 мая 2017 года на сцене Венской государственной оперы Мария Назарова была удостоена чести спеть вместе с Пласидо Доминго на гала-концерте, посвящённом 50-летнему юбилею его творческой деятельности, — снова в своей блистательной роли юного пажа Оскара из «Бала-маскарада».
В 2018-м дебютировала в Милане на сцене Ла Скала с Аделью из «Летучей мыши» и на Зальцбургском фестивале как Папагена в «Волшебной флейте».
В 2019 году Мария Назарова впервые дала свой сольный концерт камерной вокальной музыки в Венской филармонии.
В сезоне 2020/21 Мария Назарова с успехом спела в постановке «Летучей мыши» в Национальном театре Токио, где «в образе живой и энергичной горничной Адели очаровала публику, продемонстрировав выдающееся вокальное мастерство» (09 декабря 2020, Bachtrack), дебютировала в Лионской национальной опере и на Фестивале Экс-ан-Прованс в партии Золотого петушка из одноимённой оперы Римского-Корсакова.
В том же сезоне вынуждена была сделать небольшой перерыв в череде выступлений, связанный с отменой Венской государственной оперой нескольких спектаклей из-за пандемии коронавируса. Так, в сезоне 2020/21 готовился её дебют в роли Джемми в «Вильгельме Тёлле» Россини и выход в роли Оскара вместе с Петром Бечала, Красимирой Стояновой и Людовиком Тезье в постановке под управлением дирижёра Микеле Мариотти.
Зато очень продуктивным стал сезон 2021/22 — певица дебютировала в Государственной опере Штутгарта в роли Адели в «Летучей мыши», в Берлинской государственной опере на Унтер-ден-Линден с партией Наяды из «Ариадны на Наксосе» и в той же роли во Флорентийском оперном театре на одной сцене с Красимирой Стояновой в заглавной партии, под управлением дирижера Даниэле Гатти. В том же сезоне вновь спела Клоринду в «Золушке» Россини в Венской государственной опере.
Дебютировала в роли Маши/Прилепы в новой постановке «Пиковой дамы» режиссера Маттиаса Хартмана в театре Ла Скала с маэстро Валерием Гергиевым и Тимуром Зумбаевым, а также Асмик Григорян в партии Лизы и другими приглашенными певцами из Мариинского театра.

12 апреля 2022 года Мария Назарова вышла на сцену Гамбургского оперного театра в главной роли в «Любовном напитке»:
«Это чудесная Адина, очаровательная в своем образе. Ее мимика и жесты удивительным образом подходят к прекрасной музыке Доницетти. В том, что касается вокала, это кристально чистое, виртуозное сопрано с устойчивыми верхами, искрящимися колоратурами и бравурными украшениями».

(19 апреля 2022, Вольфганг Шмитт, международное онлайн-издание IOCO Kultur im Netz). 
Летом 2022 года вновь приняла участие в Зальцбургском фестивале пела — в роли Папагены в обновлённой версии нашумевшей постановки «Волшебной флейты» режиссёра Лидии Штайер.

С сентября 2022 года снова вошла как солистка в штат Венской оперы и предъявила публике свою убедительную Фраскиту в «Кармен» с Элиной Гаранча в заглавной партии и Петром Бечала в роли Хозе. В начале сезона 2022/23 вновь предстала в главной роли в «Любовном напитке» Доницетти в Венской государственной опере — в очередной раз очаровав публику Адиной в классической версии спектакля 1980 года:
«Приятно снова увидеть и услышать Марию Назарову в роли прекрасной Адины. Ее серебристое, мерцающее, излучающее тепло сопрано опять доказывает свою ценность в колоратурах. Ее полное раскаяния осознание того, что она зашла слишком далеко в показном равнодушии к Неморино, которого любит, и довела его до отчаяния, звучит правдоподобно. В арии Prendi, per me sei libero она делает все, чтобы загладить свою вину и не портить их взаимное счастье, и наконец признается в любви и глубокой привязанности к Неморино в их дуэте. Не менее впечатляет ее буйный пародийный дуэт с шарлатаном Дулькамарой в первом акте, который характеризуется игривым сластолюбием»

(26 октября 2022 года, Манфред А. Шмид, международное онлайн-издание Online Merker).
27 ноября 2022 г. Мария Назарова участвовала в юбилейном вечере, посвященном 50-летию австрийской благотворительной организации Licht ins Dunkel, выступив вместе со звездами мировой оперы — тенором Йонасом Кауфманом, баритоном Эрвином Шроттом и меццо-сопрано Патрицией Нольц. Концерт транслировался в прямом эфире австрийского государственного телеканала ORF-III.
Новогодний вечер в канун 2023 года певица провела на сцене Венской оперы в роли Адели в «Летучей мыши». По традиции новогодний спектакль демонстрировался также бесплатно на большой плазме на фасаде Штаатсоперы для публики, пришедшей праздновать Новый год на площадь перед театром.